# Marché central de Salamanque
Le Marché Central de Salamanque (dénommé officiellement Mercado Central de Abastos de Salamanca) est un marché couvert de la ville de Salamanque (Espagne). Il se trouve au centre de la place du Marché, adjacente à la célèbre Plaza Mayor. Il a été dessiné par l'architecte Joaquín de Vargas y Aguirre (auteur aussi dans la ville de la Casa Lis) aux débuts du XXe siècle. Le marché a été restauré en 2001.

## Histoire
Le marché a ses origines remontant aux XIIe siècle et XIIIe siècle lorsqu'il se tenait sur la place appelée Azogue Viejo reliée à la Vieille Cathédrale de Salamanque.
À la fin du XIXe siècle la mairie réalise un concours pour un marché couvert. Il a été construit pendant une longue période, de 1899 à 1909, à cause des  difficultés économiques. Il a été inauguré le 15 avril 1909.

## Source de traduction
- (es) Cet article est partiellement ou en totalité issu de l’article de Wikipédia en espagnol intitulé « Mercado Central de Salamanca » (voir la liste des auteurs).